# مایکل فیندلی
مایکل فیندلی (انگلیسی: Michael Findlay؛ ‏ ۲۷ اوت ۱۹۳۷ – ۱۶ مهٔ ۱۹۷۷) یک کارگردان فیلم، تهیه‌کننده فیلم، فیلم‌نامه‌نویس اهل ایالات متحده آمریکا بود.
از فیلم‌های او می‌توان به «تختخواب شیطان» اشاره کرد که یوکو اونو در آن بازی کرده بود.